# Conseil administratif de Genève

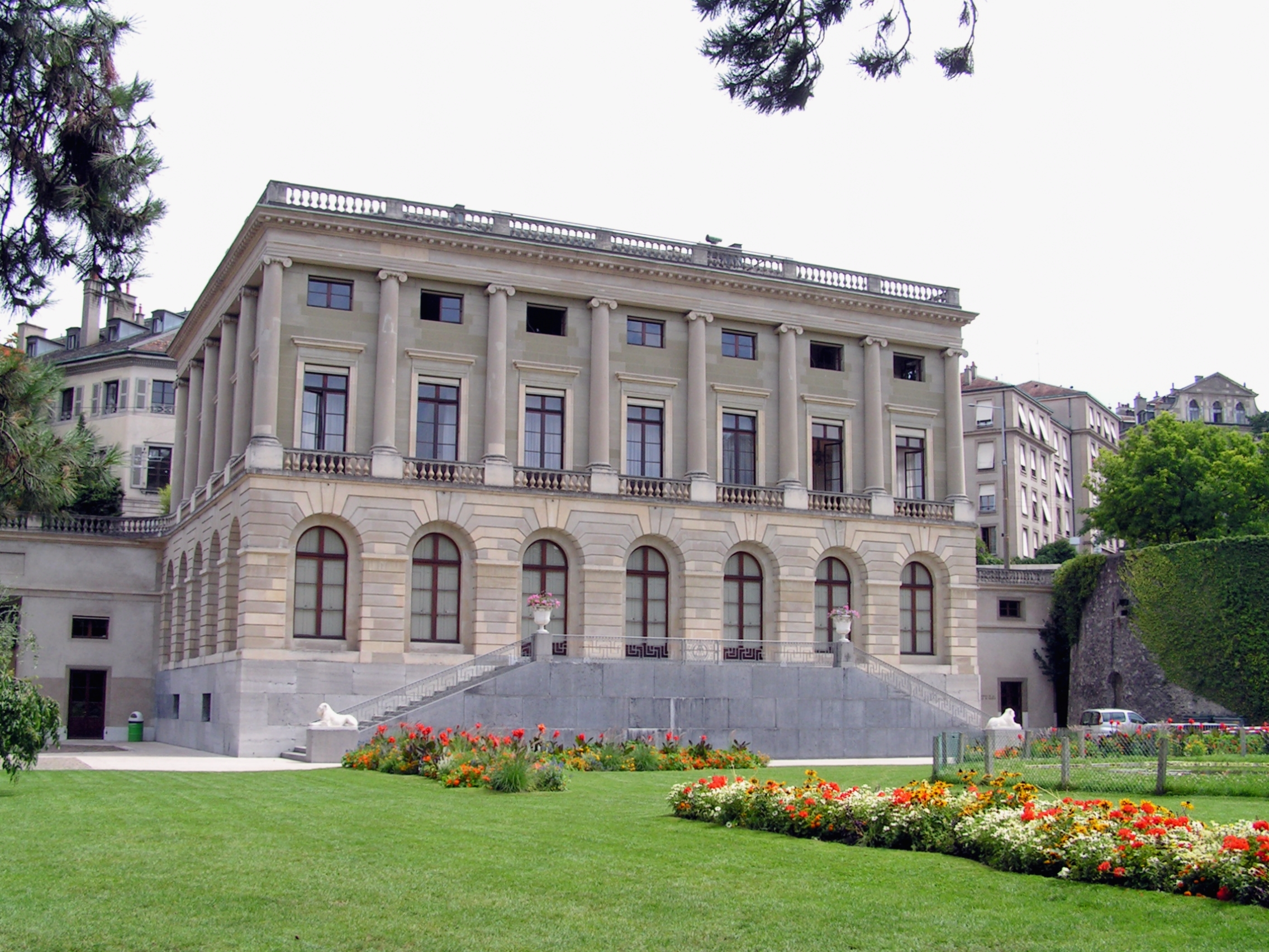
Palais Eynard en août 2011.

Le Conseil administratif de Genève est l'exécutif de la ville de Genève.
Composé de 11 membres à sa fondation en 1842, il est formé de 5 membres depuis 1846. Les membres du conseil sont élus directement et séparément par le corps électoral de la ville au scrutin majoritaire et pour un mandat de cinq ans. Chaque magistrat élu assume la présidence d'un département,.
Chaque 1er juin, le conseil nomme l'un de ses membres maire de Genève selon un principe de rotation annuelle, le maire n'étant pas immédiatement rééligible.
Le conseil se réunit traditionnellement pour des séances hebdomadaires au Palais Eynard, tous les mercredis, sous la présidence du maire.
Le Conseil administratif s’occupe de la gestion de l’ensemble de l’administration municipale. Il peut constituer des groupes de travail chargés d’étudier un problème spécifique. Diverses instances lui sont également rattachées, telles que la conférence des directeurs et la commission d’évaluation des fonctions.
Les membres du Conseil administratif représentent la ville de Genève dans de nombreuses institutions genevoises, régionales, nationales et internationales (conseils d’administration, fondations, etc.).

## Membres du conseil administratif actuel (législature 2025-2030)
À l'issue des élections municipales de la ville de Genève , le Conseil administratif, entré en fonction le 1er juin 2025, a la composition suivante :
| Identité | Identité              | Étiquette | Étiquette | Fonction (Période 2025-2030) | Dicastères                                                                       |
| -------- | --------------------- | --------- | --------- | ---------------------------- | -------------------------------------------------------------------------------- |
|          | Marjorie de Chastonay |           | Verts     | Conseillère administrative   | Responsable du département de l'aménagement, des constructions et de la mobilité |
|          | Marie Barbey-Chappuis |           | Le Centre | Conseillère administrative   | Responsable du département de la sécurité et des sports                          |
|          | Joëlle Bertossa       |           | PS        | Conseillère administrative   | Responsable du département de la culture et de la transition numérique           |
|          | Alfonso Gomez         |           | Verts     | Maire                        | Responsable du département des finances, de l'environnement et du logement       |
|          | Christina Kitsos      |           | PS        | Vice-Présidente              | Responsable du département de la cohésion sociale et de la solidarité            |

## Historique des compositions du conseil
| Du                      | Au                | Membres , |
| ----------------------- | ----------------- | --- |
| 1er août 1842           | 1er juin 1843     | Jean-Louis Empeyta - Jean-Henri Caillat - Isaac Roth - Pierre-André Droin - Léonard Gentin Joseph-Paul Collart - Frédéric Bordier - Antoine-Louis Pons - Jean-Louis Bientz - Jean-Jacques Castoldi - Jean-Frédéric Hoffmann                               |
| 1er juin 1843           | 30 novembre 1843  | Jean-Louis Empeyta - Jean-Henri Caillat - Isaac Roth - Pierre-André Droin - Léonard Gentin - Joseph-Paul Collart - Antoine-Louis Pons Jean-Louis Bientz - Jean-Jacques Castoldi - Jean-Frédéric Hoffmann - Jean-François Moulinié - Jean-Gabriel Scheffer |
| 30 novembre 1843        | 9 avril 1844      | Jean-Henri Caillat - Pierre-André Droin - Léonard Gentin - Joseph-Paul Collart - Antoine-Louis Pons - Jean-Louis Bientz Jean-Jacques Castoldi - Jean-François Moulinié - Jean-Gabriel Scheffer - Louis Émile Périer - François-Ulrich Vaucher-Guédin      |
| 9 avril 1844            | 27 avril 1844     | Pierre-André Droin - Léonard Gentin - Joseph-Paul Collart - Antoine-Louis Pons - Jean-Louis Bientz - Jean-Jacques Castoldi Jean-François Moulinié - Jean-Gabriel Scheffer - Louis Émile Périer - François-Ulrich Vaucher-Guédin - Marc Viridet            |
| 27 avril 1844           | 22 juin 1844      | Léonard Gentin - Joseph-Paul Collart - Antoine-Louis Pons - Jean-Louis Bientz - Jean-Jacques Castoldi - Jean-François Moulinié Jean-Gabriel Scheffer - Louis Émile Périer - François-Ulrich Vaucher-Guédin - Marc Viridet - François Mayor                |
| 22 juin 1844            | 5 novembre 1844   | Léonard Gentin - Joseph-Paul Collart - Antoine-Louis Pons - Jean-Louis Bientz - Jean-Jacques Castoldi - Jean-François Moulinié Louis Émile Périer - François-Ulrich Vaucher-Guédin - Marc Viridet - François Mayor - Eugène Ritter                        |
| 5 novembre 1844         | 11 novembre 1844  | Léonard Gentin - Joseph-Paul Collart - Antoine-Louis Pons - Jean-Louis Bientz - Jean-Jacques Castoldi - Jean-François Moulinié François-Ulrich Vaucher-Guédin - Marc Viridet - François Mayor - Eugène Ritter - Louis Ducloux                             |
| 11 novembre 1844        | 5 juin 1845       | Léonard Gentin - Joseph-Paul Collart - Antoine-Louis Pons - Jean-Louis Bientz - Jean-Jacques Castoldi - Jean-François Moulinié François-Ulrich Vaucher-Guédin - Marc Viridet - François Mayor - Eugène Ritter - Henri Darier                              |
| 5 juin 1845             | 10 juin 1845      | Jean-François Moulinié - Antoine-Louis Pons - Eugène Ritter - Marc Viridet - Henri Darier - François-Ulrich Vaucher-Guédin Joseph Paul Collart - Léonard Gentin - Jean-Isaac Roth - Jean-Louis Bientz - François Mayor                                    |
| 10 juin 1845            | 17 juin 1845      | Antoine-Louis Pons - Eugène Ritter - Marc Viridet - Joseph Paul Collart - François Mayor - Ami des Arts David Mottu - Charles Louis William Turrettini - Marc-Antoine Fazy-Pasteur - Daniel Colladon -[Auguste Girod                                      |
| 17 juin 1845            | 4 juillet 1845    | Eugène Ritter - Marc Viridet - Joseph Paul Collart - François Mayor - Ami des Arts - David Mottu Daniel Colladon - Auguste Girod - Jean-Édouard Naville - Louis Odier Cazenove - Élie Duvillard                                                           |
| 4 juillet 1845          | 21 juillet 1845   | Joseph Paul Collart - François Mayor - Ami des Arts - David Mottu - Daniel Colladon - Auguste Girod Jean-Édouard Naville - Louis Odier Cazenove - Élie Duvillard - Louis Pictet-Calandrini - François Favon                                               |
| 21 juillet 1845         | 17 novembre 1845  | François Mayor - Ami des Arts - David Mottu - Auguste Girod - Jean-Édouard Naville - Louis Odier Cazenove Élie Duvillard - Louis Pictet-Calandrini - François Favon - Charles Odier-Céard - François-Jules Pictet de la Rive                              |
| 17 novembre 1845        | 24 novembre 1845  | François Mayor - Jean-Édouard Naville - Louis Odier Cazenove - Jean-François Moulinié - Pierre-André-César Droin Antoine-Louis Pons - Joseph-Paul Collart - Élie-Ami Bétant - Marc-Antoine Fazy-Pasteur - Louis du Roveray - André-Louis Gosse            |
| 24 novembre 1845        | 1er décembre 1845 | François Mayor - Louis Odier Cazenove - Antoine-Louis Pons - Joseph-Paul Collart - Élie-Ami Bétant - Marc-Antoine Fazy-Pasteur André-Louis Gosse - Marc Viridet - Jean-Louis Binet-Hentsch - Jean Audéoud-Binet - Octave Bousquet - Jean-Louis Gay        |
| 1er décembre 1845       | 20 avril 1846     | François Mayor - Louis Odier Cazenove - Antoine-Louis Pons - Joseph-Paul Collart - Élie-Ami Bétant - Marc-Antoine Fazy-Pasteur André-Louis Gosse - Jean-Louis Binet-Hentsch - Jean-Louis Gay - Daniel Colladon - Louis-Salomon Bury - Ami Pötter          |
| 20 avril 1846           | 27 avril 1846     | François Mayor - Louis Odier Cazenove - Antoine-Louis Pons - Joseph-Paul Collart - Élie-Ami Bétant - André-Louis Gosse Jean-Louis Binet-Hentsch - Jean-Louis Gay - Daniel Colladon - Louis-Salomon Bury - Ami Pötter - M. Dentand-Sabon                   |
| 27 avril 1846           | 13 août 1846      | François Mayor - Louis Odier Cazenove - Antoine-Louis Pons - Joseph-Paul Collart - Élie-Ami Bétant - André-Louis Gosse Jean-Louis Binet-Hentsch - Jean-Louis Gay - Daniel Colladon - Louis-Salomon Bury - Ami Pötter - Ami Choisy                         |
| 13 août 1846            | 19 août 1847      | François-Isaac Mayor - Antoine Carteret - Hugues Darier - Alexandre Guillermet - Louis Bury |
| 19 août 1847            | 23 mars 1848      | Antoine Carteret - Hugues Darier - Alexandre Guillermet - Pierre-Étienne Raisin - Gaspard André - Louis Breittmayer |
| 23 mars 1848            | 4 avril 1848      | Antoine Carteret - Hugues Darier - Pierre-Étienne Raisin - Gaspard André Louis Breittmayer - Gabriel Oltramare |
| 4 avril 1848            | 10 mars 1849      | Antoine Carteret - Hugues Darier - Gaspard André Louis Breittmayer - Gabriel Oltramare - Jean-Jacques Castoldi |
| 10 mars 1849            | 6 juin 1850       | Antoine Carteret - Hugues Darier - Gaspard André Louis Breittmayer - Jean-Jacques Castoldi - Jean-André Viridet |
| 6 juin 1850             | 19 juin 1850      | Gaspard André Louis Breittmayer - Antoine Carteret - Jean-Jacques Castoldi - Gaspard Marchinville- Jean-Henri Duchosal |
| 19 juin 1850            | 8 décembre 1850   | Gaspard André Louis Breittmayer - Antoine Carteret - Gaspard Marchinville - Jean-Henri Duchosal - Antoine Vettinier |
| 8 décembre 1851         | 4 juin 1853       | Gaspard André Louis Breittmayer - Gaspard Marchinville - Jean-Henri Duchosal - Antoine Vettinier - Jean-Jacques Castoldi |
| 4 juin 1853             | 2 décembre 1853   | Gaspard Marchinville - Jean-Henri Duchosal - Antoine Vettiner - Jean-Jacques Castoldi - Gaspard André Louis Breittmayer |
| 2 décembre 1853         | 22 mai 1854       | Jean-Henri Duchosal - Antoine Vettiner - Gaspard André Louis Breittmayer - François-Ulrich Vaucher-Guédin - Louis Gerbel |
| 22 mai 1854             | 1er décembre 1856 | Antoine Vettiner - Louis Gerbel - Jean Chomel - Pierre-Isaac Étienne Raisin - Christ Hanauer |
| 9 décembre 1856         | 10 mars 1857      | Antoine Vettiner - Louis Gerbel - Jean Chomel - Christ Hanauer - Christian Fendt |
| 10 mars 1857            | 17 mars 1857      | Antoine Vettiner - Jean Chomel - Christian Fendt - Louis Gerbel - Christ Hanauer |
| 17 mars 1857            | 1er juin 1858     | Antoine Vettiner - Jean Chomel - Henri Gögel - Auguste Girod - François Diday |
| 1er juin 1858           | 28 juin 1861      | Jean-Henri Melliard - Jean-Antoine Olivet - Louis Soret - Philippe Campério - Auguste Girod - |
| 28 juin 1861            | 23 mai 1862       | Jean-Henri Melliard - Jean-Antoine Olivet - Louis Soret - Philippe Campério - Amédée Lullin |
| 23 mai 1862             | 7 juin 1864       | Philippe Campiéro - Jean-Charles Muller - Amédée Lullin - Auguste Girod - François-Ulrich Vaucher-Guédin |
| 7 juin 1864             | 1er décembre 1865 | Philippe Campiéro - Jean-Charles Muller - Amédée Lullin - François-Ulrich Vaucher-Guédin - John Braillard |
| 1er décembre 1865       | 22 mai 1866       | Jean-Charles Muller - Amédée Lullin - John Braillard - John Viridet - Ami Molly |
| 22 mai 1866             | 3 août 1866       | Amédée Lullin - John Braillard - John Viridet - Charles Horn - Henri Maunoir |
| 3 août 1866             | 15 décembre 1868  | Amédée Lullin - John Braillard - Charles Horn - Henri Maunoir - Ami Molly |
| 15 décembre 1868        |                   | L'ensemble du Conseil administratif démissionne |
| 18 janvier 1869         | 25 juin 1869      | Auguste Turrettini - Alfred Le Royer - John Braillard - Adrien Le Cointre - Jean Chomel |
| 25 juin 1869            | 6 juillet 1869    | Auguste Turrettini - Alfred Le Royer - Adrien Le Cointre - Louis-Émile Balland - Charles Edouard Figuière |
| 6 juillet 1869          | 24 mai 1870       | Auguste Turrettini - Alfred Le Royer - Adrien le Cointre - Charles Edouard Figuière - Edouard Fick |
| 24 mai 1870             | 16 juin 1870      | Alfred Le Royer - Marc-André Olivet - Auguste Turrettini - Adrien Le Cointre - Jean-Jacques Moulinié |
| 16 juin 1870            | 3 mars 1873       | Alfred Le Royer - Marc-André Olivet - Auguste Turrettini - Jean-Jacques Moulinié - Amédée Lullin |
| 3 mars 1873             | 26 mai 1874       | Alfred Le Royer - Marc-André Olivet - Auguste Turrettini - Amédée Lullin - John-Urbain Rehfous |
| 26 mai 1874             | 21 mai 1878       | Auguste Turrettini - Jean-François Henri Rivoire - André Bourdillon - Eugène Empeyta - John-Urbain Rehfous |
| 21 mai 1878             | 16 décembre 1879  | Hippolyte-Jean Gosse - André Bourdillon - Jean-François Henri Rivoire - Henri Maunoir - Henri Tognetti |
| 16 décembre 1879        | 29 mai 1882       | Hippolyte-Jean Gosse - Jean-François Henri Rivoire - Henri Maunoir - Henri Tognetti - Louis Henri Malet |
| 29 mai 1882             | 23 mai 1886       | Edward Pictet - Jean Rutishauer - Théodore Turrettini - Eugène Empeyta - Adrien Le Cointe |
| 23 mai 1886             | 23 décembre 1887  | Alfred Didier - Théodore Turrettini - - Edward Pictet - Michel Fleutet - Louis Court |
| 23 décembre 1887        | 17 mars 1889      | Alfred Didier - Théodore Turrettini - Edward Pictet - Louis Court - François Dupont |
| 17 mars 1889            | 1er juin 1890     | Alfred Didier - Théodore Turrettini - Louis Court - François Dupont - André Bourdillon |
| 1er juin 1890           | 10 janvier 1892   | Théodore Turrettini - Alfred Didier - André Bourdillon - François Dupont - Louis Court |
| 10 janvier 1892         | 24 juin 1892      | Théodore Turrettini - André Bourdillon - François Dupont - Louis Court - Émile Balland |
| 24 juin 1892            | 28 janvier 1894   | Théodore Turrettini - André Bourdillon - François Dupont - Émile Balland - François Cardinaux |
| 28 janvier 1894         | 2 mai 1894        | Théodore Turrettini - André Bourdillon - François Dupont - Émile Balland - Ami-Louis Wagnon |
| 20 mai 1894             | 22 mai 1898       | Théodore Turrettini - André Bourdillon - Ami-Louis Wagnon - François Dupont - Émile Balland |
| 22 mai 1898             | 6 août 1899       | Victor Lamunière - Ami-Louis Wagnon - Théodore Turrettini -Charles Piguet-Fage - Jules Renaud |
| 6 août 1899             | 25 mai 1902       | Victor Lamunière - Théodore Turrettini - Charles Piguet-Fage - Jules Renaud - Adrien Babel |
| 25 mai 1902             | 27 mai 1906       | Émile Pricam - Victor Lamunière - Charles Piguet-Fage - Adrien Babel - Jules Renaud |
| 27 mai 1906             | 14 avril 1907     | Adrien Babel - Charles Piguet-Fage - Émile Pricam - Edmond Imer-Schneider - Henry Boveyron |
| 14 avril 1907           | 22 mai 1910       | Charles Piguet-Fage - Émile Pricam - Edmond Imer-Schneider - Henry Boveyron - Albert Gampert |
| 22 mai 1910             | 20 janvier 1911   | Albert Gampert - Henry Boveyron - Edmond Imer-Schneider - Charles Piguet-Fage - Louis Chauvet |
| 20 janvier 1911         | 7 mai 1914        | Albert Gampert - Henry Boveyron - Edmond Imer-Schneider - Louis Chauvet - Alfred Schütz |
| 17 mai 1914             | 10 janvier 1916   | Henry Boveyron - Albert Gampert - François Taponnier - Louis Chauvet - Hugues Oltramare |
| 10 janvier 1916         | 2 juillet 1918    | Albert Gampert - François Taponier - Louis Chauver - Hugues Oltramare - Louis Viret |
| 2 juillet 1918          | 3 mai 1919        | Albert Gampert - Hugues Oltramare - François Taponnier - Marius Stœssel - Louis Viret |
| 3 mai 1919              | 20 mai 1922       | Hugues Oltramare - François Taponnier - Marius Stœssel - Louis Viret - Frantz Fulpius |
| 20 mai 1922             | 15 mai 1926       | Hugues Oltramare - Marius Stœssel - Jean-Baptiste Pons - Auguste Derouand - Albert-Louis Naine |
| 15 mai 1926             | 28 mai 1927       | Hugues Oltramare - Jean-Baptiste Pons - Auguste Derouand - Albert-Louis Naine - Jean Uhler |
| 28 mai 1927             | 13 juin 1931      | Albert-Louis Naine - Jean-Baptiste Pons - Jean Uhler - John L. Albaret - Alphonse Ballansat |
| 13 juin 1931            | 13 janvier 1934   | Jean Uhler - Henri Schoenau - John L. Albaret - Jules Peney - Albert-Louis Naine |
| 13 janvier 1934         | 18 mai 1935       | Jean Uhler - Henri Schoenau - John L. Albaret - Jules Peney - Marius Noul |
| 18 mai 1935             | 20 mai 1939       | Marius Noul - Émile Unger - Henri Schœnau - Jules Peney - Jean Uhler |
| 20 mai 1939             | 29 mai 1943       | Henri Schœnau - Jules Peney - Jean Uhler - Émile Unger - Marius Noul |
| 29 mai 1943             | 17 mai 1947       | Henri Schœnau - Jules Peney - Samuel Baud-Bovy - Marcel Raisin - Fernand Cottier |
| 17 mai 1947             | 25 juin 1949      | Maurice Thévenaz - Marcel Raisin - Fernand Cottier - Jules Peney - Marius Noul |
| 25 juin 1949            | 22 mai 1951       | Maurice Thévenaz - Fernand Cottier - Marius Noul - Lucien Billy - Albert Dussoix |
| 22 mai 1951             | 10 mai 1955       | Lucien Billy - Fernand Cottier - Albert Dussoix - Marius Noul - Maurice Thévenaz |
| 10 mai 1955             | 2 mai 1959        | Lucien Billy - Fernand Cottier - Albert Dussoix - Marius Noul - Maurice Thévenaz |
| 1er juin 1959           | 31 mai 1963       | Pierre Bouffard - Albert Dussoix - Fernand Cottier - Lucien Billy - Maurice Thévenaz |
| 1er juin 1963           | 30 janvier 1966   | Pierre Bouffard - Lucien Billy - Edmond Ganter - Frédéric Rochat - Willy Donzé |
| 30 janvier 1966         | 31 mai 1967       | Pierre Bouffard - Lucien Billy - Edmond Ganter - Frédéric Rochat - Claude Ketterer |
| 1er juin 1967           | 17 février 1970   | François Picot - Lise Girardin - Jean-Paul Buensod - Pierre Marcel Raisin - Claude Ketterer |
| 27 février 1970         | 31 mai 1971       | Lise Girardin - Jean-Paul Buensod - Pierre Marcel Raisin - Claude Ketterer - Roger Dafflon |
| 1er juin 1971           | 31 mai 1975       | Claude Ketterer - Roger Dafflon - Lise Girardin - Pierre Marcel Raisin - Jean-Paul Buensod |
| 1er juin 1975           | 31 mai 1979       | Claude Ketterer - Roger Dafflon - Pierre Marcel Raisin - René Emmenegger - Lise Girardin |
| 1er juin 1979           | 31 mai 1983       | Roger Dafflon - Claude Ketterer - René Emmenegger - Guy-Olivier Segond - Pierre Marcel Raisin |
| 1er juin 1983           | 31 mai 1987       | Guy-Olivier Segond - René Emmenegger - Claude Ketterer - Roger Dafflon - Claude Haegi |
| 1er juin 1987           | 31 mai 1990       | Guy-Olivier Segond - René Emmenegger - Claude Haegi - Jacqueline Burnand - André Hediger |
| 1er juin 1990           | 31 mai 1991       | René Emmenegger - Jacqueline Burnand - André Hediger - Madeleine Rossi - Michel Rossetti |
| 1er juin 1991           | 31 mai 1995       | André Hediger - Michel Rossetti - Jacqueline Burnand - Madeleine Rossi - Alain Vaissade |
| 1er juin 1995           | 31 mai 1999       | Jacqueline Burnand - André Hediger - Alain Vaissade - Michel Rossetti - Pierre Muller |
| 1er juin 1999           | 31 mai 2003       | André Hediger - Manuel Tornare - Christian Ferrazino - Alain Vaissade - Pierre Muller |
| 1er juin 2003           | 31 mai 2007       | Manuel Tornare - Christian Ferrazino - André Hediger - Patrice Mugny - Pierre Muller |
| 1er juin 2007           | 31 mai 2011       | Manuel Tornare - Sandrine Salerno - Patrice Mugny - Rémy Pagani - Pierre Maudet |
| 1er juin 2011           | 14 novembre 2012  | Sandrine Salerno - Rémy Pagani - Pierre Maudet - Sami Kanaan - Esther Alder |
| 14 novembre 2012        | 31 mai 2020       | Sandrine Salerno - Rémy Pagani - Sami Kanaan - Esther Alder - Guillaume Barazzone |
| 1er juin 2020           | 31 mai 2025       | Sami Kanaan - Frédérique Perler - Alfonso Gomez - Christina Kitsos - Marie Barbey-Chappuis |
| Depuis le 1er juin 2025 |                   | Christina Kitsos - Alfonso Gomez - Marie Barbey-Chappuis - Joëlle Bertossa - Marjorie de Chastonay |